# Pseudapocryptes borneensis
Pseudapocryptes borneensis es una especie de peces de la familia de los Gobiidae en el orden de los Perciformes.

## Morfología
Los machos pueden llegar a alcanzar los 12 cm de longitud total.

## Hábitat
Es un pez de clima tropical y demersal.

## Distribución geográfica
Se encuentran en Asia: Camboya,  Timor Oriental, Indonesia, Malasia y Singapur.

## Observaciones
Es inofensivo para los humanos. 